# Gate to Infinity

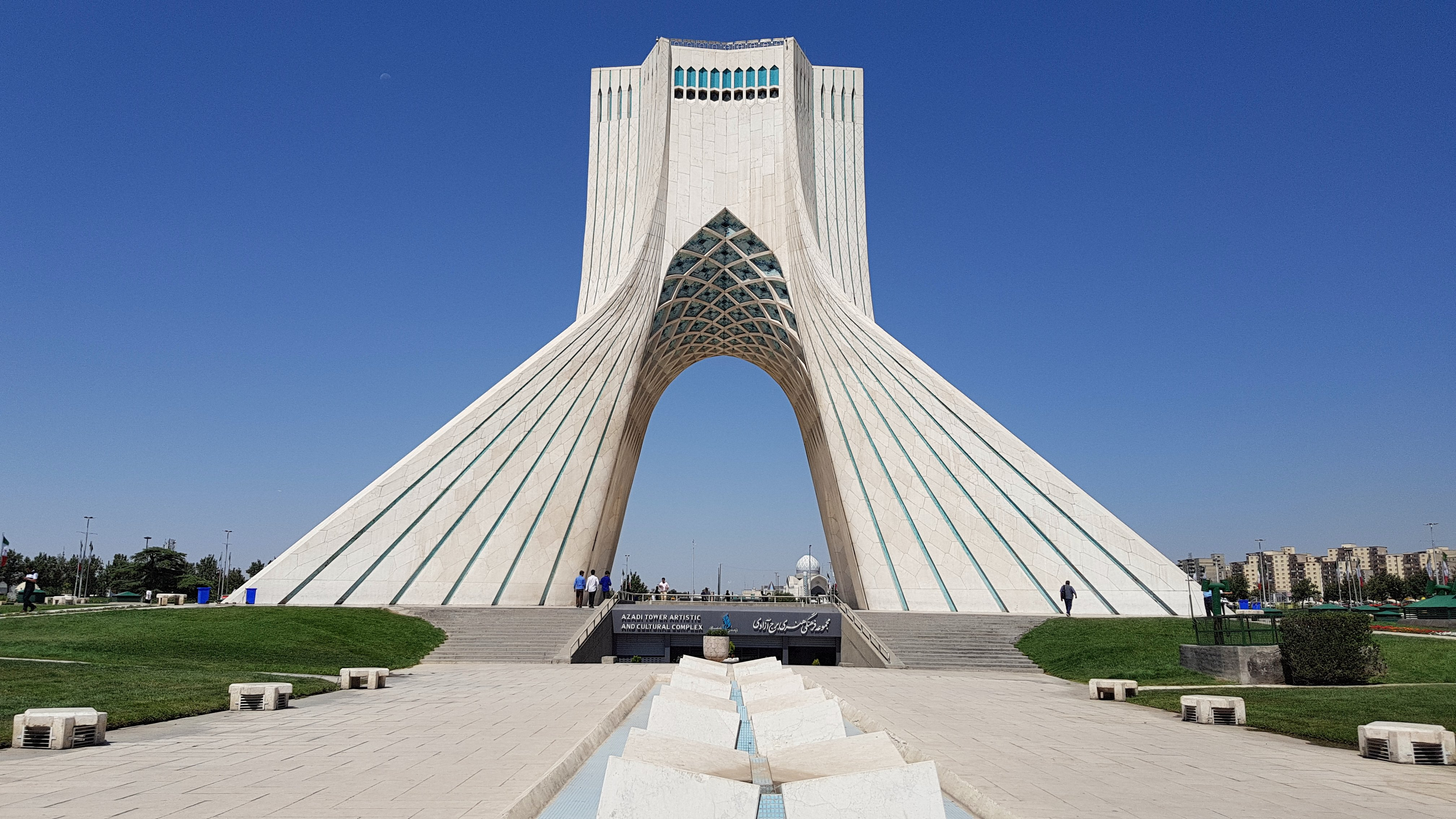
Azadi-toren in 2018

Gate to Infinity is het vijfde studioalbum van de Nederlandse band Earth & Fire.

## Achtergrond
Het album werd opgenomen in de Frans Peters Studio's in Hilversum en geproduceerd door Jaap Eggermont. Het werd uitgebracht in november 1977
en stond 9 weken in de LP Top 50 (binnenkomst 26 november 1977), en bereikte de 20e plaats. Het album bevat de single 78th Avenue dat de 14e plaats bereikte in de Nationale Hitparade.
Het lange titelnummer Gate to Infinity dat uit 5 delen bestaat met een totale lengte van 17:44 minuten, is symfonische pop/rock met klassieke, wereldmuziek en jazzrock-invloeden. De muziek klinkt minder bombastisch dan op voorgaande albums en de rockkant van de groep wordt meer dan voorheen afgevlakt. De tekst gaat over een liefdesgeschiedenis, maar met een dubbele bodem (reïncarnatie). De tekst is geschreven door Hans Ziech die later heeft gezegd dat dit de beste songtekst is die hij ooit heeft geschreven. Op de overige 5 nummers (kant 2 op de oorspronkelijke lp) gaat de band meer richting pop en funk. Dat laatste was volgens de critici een stap in de goede richting, maar de suite op plaatkant 1 vond men veel te pretentieus.
De hoes is ontworpen door George Noordanus (Cream Amsterdam), die al eerder de hoes van To the World of the Future had ontworpen, en met fotografie van Hans de Jong. Op de hoesfoto staat de Azadi-toren (voorheen Shahyad-toren) in Teheran.
Na dit album werd het enige tijd stil rondom Earth & Fire; het duurde twee jaar voor een nieuw album zou verschijnen waarbij de bassist en drummer waren vervangen. De beoogde drummer Ab Tamboer werd op dit album in de rubriek Thanks genoemd.

## Musici
- Jerney Kaagman - zang
- Chris Koerts - gitaar
- Gerard Koerts - toetsen
- Theo Hurts - basgitaar
- Ton van der Kleij - drums

met
- Pieter Jan Blauw, Raoul Blauw - conga's
- Anita Meyer, Dianne Marchal, Martha Hollestelle, Hans Vermeulen, Okkie Huijsdens - achtergrondzang

## Tracklist
De groepsleden, inclusief oudbassist Hans Ziech, schreven de muziek en teksten zelf, waarbij Hans Hollestelle, Jaap Eggermont, Hans Vermeulen, Okkie Huijsdens en ook Earth & Fire zelf voor de arrangementen zorg droegen.
| nummer | titel                                 | componist                                | duur |
| ------ | ------------------------------------- | ---------------------------------------- | ---- |
| 1      | Gate to Infinity: Recognition ?       | C .Koerts, G. Koerts, T. Hurts           | 5:30 |
| 2      | Gate to Infinity: A Princess in Egypt | C. Koerts, H. Ziech                      | 2:02 |
| 3      | Gate to Infinity: The Joyous Untruth  | T. Hurts                                 | 2:08 |
| 4      | Gate to Infinity: Infinity            | C. Koerts, H. Ziech                      | 5:15 |
| 5      | Gate to Infinity: A life-Time Before  | C. Koerts, T. Hurts, G. Koerts           | 2:46 |
| 6      | 78th Avenue                           | C. Koerts, G. Koerts, T. Hurts, H. Ziech | 3:04 |
| 7      | Smile                                 | T. v.d. Kleij                            | 3:11 |
| 8      | Green Park Station                    | G. Koerts                                | 3:00 |
| 9      | Dizzy Raptures                        | T. Hurts                                 | 3:20 |
| 10     | Driftin'                              | C. Koerts, H. Ziech                      | 5:34 |